# TwinMesh
TwinMesh ist eine Software zur automatischen Erstellung von strukturierten Rechengittern für die rotierenden, sich mit jedem Zeitschritt ändernden Strömungsvolumen von rotierenden Verdrängermaschinen, wie zum Beispiel Zahnradpumpen, Drehkolbenpumpen, Schraubenverdichtern, Scroll-Verdichtern oder Gerotor-Pumpen. Die resultierenden Rechengitter aus TwinMesh ermöglichen die Durchführung von zeitabhängigen (transienten) numerischen Strömungssimulationen mit der CFD-Software von ANSYS sowie mit Simcenter STAR-CCM+ von Siemens Digital Industries für diese Maschinentypen.
Anders als bei anderen Simulationsansätzen wie automatischer unstrukturierter Neuvernetzung je Zeitschritt oder Verwendung überlappender Rechengitter stößt der Berechnungsansatz auf Basis von strukturierten Rechengittern nicht auf numerische Grenzen durch die häufige Interpolation von Berechnungsergebnissen zwischen Rechengittern oder auf Beschränkungen durch Nichtverfügbarkeit von bestimmten physikalischen Modellen wie zum Beispiel Kompressibilität, Mehrphasigkeit oder Turbulenz bei überlappenden Gittern.